# Семёнов, Демьян Захарович
Демьян Захарович Семёнов (30 сентября 1906 — 12 марта 1944) — советский писатель, участник Великой Отечественной войны.

## Биография
Демьян Семёнов родился 30 сентября 1906 года в селе Мишнево (ныне — в Суворовском районе Тульской области) в семье рабочего. Семья Семёновых переехала в Мариуполь. Демьян рано осиротел: сначала умер отец, а в 1919 году деникинцы расстреляли мать. 13-летнего Демьяна взяли на воспитание бойцы Первой Конной армии.
Из рядов Красной Армии демобилизовался в 1923 году. Работал на Мариупольском заводе им. Ильича. В начале 30-х годов переехал в Бердянск, стал работать в редакции газеты «Большевистская звезда» (ныне «Южная звезда»). Был членом редколлегии журнала «Забой» и ответственным секретарём Союз пролетарских писателей Донбасса «Забой».
В январе 1932 года в помещении газеты по улице Красной состоялось первое заседание бердянского литобъединения. Собралась молодёжь, читали стихи. Семёнов был уже тогда автором сборника повестей о рабочих «Вызов брошен», работал над романом о шахтёрах Донбасса «Пласты в огне», вышедшем в свет в 1934 году. В том же году он переехал в Харьков. Написал также сценарий картины «Юбилей сельского врача». В 1941 году Семёнов окончил книгу «Гнев народа».
Во время Великой Отечественной войны на фронт Семёнов ушел в ноябре 1943 года, будучи членом Союза писателей. В звании гвардейского лейтенанта был политработником, командовал подразделением.
Погиб Демьян Семёнов 12 марта 1944 года в селе Новопетровка (Снигирёвский район), Николаевская область, бросившись с гранатой под вражеский танк.
Его имя выгравировано на мемориальной плите в помещении Союза писателей Украины.